# Grande Prêmio da França de 1968
Resultados do Grande Prêmio da França de Fórmula 1 realizado em Rouen-Les-Essarts à 7 de julho de 1968. Sexta etapa da temporada, nela Jacky Ickx conquistou a primeira vitória belga na categoria, mas tal acontecimento foi eclipsado pela morte de Jo Schlesser.

## Classificação da prova
| Pos. | Nº | Piloto               | Construtor    | Voltas | Tempo/Diferença          | Grid | Pontos |
| ---- | -- | -------------------- | ------------- | ------ | ------------------------ | ---- | ------ |
| 1    | 26 | Jacky Ickx           | Ferrari       | 60     | 2:25:40.9                | 3    | 9      |
| 2    | 16 | John Surtees         | Honda         | 60     | + 1:58.6                 | 7    | 6      |
| 3    | 28 | Jackie Stewart       | Matra-Ford    | 59     | + 1 volta                | 2    | 4      |
| 4    | 30 | Vic Elford           | Cooper-BRM    | 58     | + 2 voltas               | 17   | 3      |
| 5    | 8  | Denny Hulme          | McLaren-Ford  | 58     | + 2 voltas               | 4    | 2      |
| 6    | 36 | Piers Courage        | BRM           | 57     | + 3 voltas               | 14   | 1      |
| 7    | 22 | Richard Attwood      | BRM           | 57     | + 3 voltas               | 12   |        |
| 8    | 10 | Bruce McLaren        | McLaren-Ford  | 56     | + 4 voltas               | 6    |        |
| 9    | 6  | Jean-Pierre Beltoise | Matra         | 56     | + 4 voltas               | 8    |        |
| 10   | 24 | Chris Amon           | Ferrari       | 55     | + 5 voltas               | 5    |        |
| 11   | 34 | Jo Siffert           | Lotus-Ford    | 54     | + 6 voltas               | 11   |        |
| NC   | 20 | Pedro Rodríguez      | BRM           | 53     | Não classificado         | 10   |        |
| Ret  | 2  | Jochen Rindt         | Brabham-Repco | 45     | Vazamento de combustível | 1    |        |
| Ret  | 4  | Jack Brabham         | Brabham-Repco | 15     | Bomba de combustível     | 13   |        |
| Ret  | 12 | Graham Hill          | Lotus-Ford    | 14     | Semieixo                 | 9    |        |
| Ret  | 32 | Johnny Servoz-Gavin  | Cooper-BRM    | 14     | Acidente                 | 15   |        |
| FAT  | 18 | Jo Schlesser         | Honda         | 2      | Acidente fatal           | 16   | [ 3 ]  |
| DNS  | 14 | Jackie Oliver        | Lotus-Ford    |        | Acidente nos treinos     |      |        |

## Tabela do campeonato após a corrida
|   | Pos. | Piloto          | Pontos |
| - | ---- | --------------- | ------ |
|   | 1    | Graham Hill     | 24     |
| 6 | 2    | Jacky Ickx      | 16     |
| 1 | 3    | Jackie Stewart  | 16     |
| 1 | 4    | Denny Hulme     | 12     |
| 1 | 5    | Pedro Rodríguez | 10     |

|   | Pos. | Construtor   | Pontos |
| - | ---- | ------------ | ------ |
|   | 1    | Lotus-Ford   | 29     |
|   | 2    | McLaren-Ford | 19     |
| 2 | 3    | Ferrari      | 19     |
|   | 4    | Matra-Ford   | 19     |
| 2 | 5    | BRM          | 17     |

- Nota: Somente as primeiras cinco posições estão listadas. A temporada de 1968 foi dividida em dois blocos de seis corridas onde cada piloto descartaria um resultado. Neste ponto esclarecemos: na tabela dos construtores figurava somente o melhor colocado dentre os carros de um time.